# Metamasius
Metamasius är ett släkte av skalbaggar. Metamasius ingår i familjen Dryophthoridae.

## Dottertaxa tillMetamasius, i alfabetisk ordning[1]
- Metamasius alterans
- Metamasius ambiguus
- Metamasius amplicollis
- Metamasius benoisti
- Metamasius bigeminatus
- Metamasius biguttatus
- Metamasius bilobus
- Metamasius bisignatus
- Metamasius brevinasus
- Metamasius bromeliadicola
- Metamasius bruneri
- Metamasius callizona
- Metamasius carbonarius
- Metamasius cincinnatus
- Metamasius cinnamomeus
- Metamasius cinnamominus
- Metamasius conicicollis
- Metamasius connexus
- Metamasius consularis
- Metamasius dasycnemis
- Metamasius dasyurus
- Metamasius decoratus
- Metamasius dentirostris
- Metamasius difficilis
- Metamasius dimidiatipennis
- Metamasius dimidiatus
- Metamasius dispar
- Metamasius distorta
- Metamasius elegantulus
- Metamasius ensirostris
- Metamasius fasciatus
- Metamasius fractelineatus
- Metamasius hebetatus
- Metamasius hemipterus
- Metamasius inscriptus
- Metamasius lyratus
- Metamasius maculiventris
- Metamasius melancholicus
- Metamasius mosieri
- Metamasius nigerrimus
- Metamasius nudiventris
- Metamasius obsoletus
- Metamasius ochreofasciatus
- Metamasius octonotatus
- Metamasius peruanus
- Metamasius polygrammus
- Metamasius puncticeps
- Metamasius purpurascens
- Metamasius pygidialis
- Metamasius quadrilineatus
- Metamasius quadrisignatus
- Metamasius rimoratus
- Metamasius ritchiei
- Metamasius rufofasciatus
- Metamasius sacchari
- Metamasius scutatus
- Metamasius scutellatus
- Metamasius scutiger
- Metamasius sellatus
- Metamasius semirubripes
- Metamasius sericeus
- Metamasius signiventris
- Metamasius submaculatus
- Metamasius sulcirostris
- Metamasius tuberculipectus
- Metamasius variegatus
- Metamasius vicinus